# Juncaceae
Las juncáceas (nombre científico Juncaceae) forman una familia de plantas monocotiledóneas parecidas a los pastos, con hojas lineales que poseen vaina y lámina pero no tienen lígula, inflorescencias normalmente condensadas en glomérulos terminales y se diferencian de los pastos porque las flores poseen tépalos obvios, las hojas son trísticas, y los frutos son cápsulas. Han colonizado todos los ambientes en especial los de las zonas templadas, y se polinizan por viento.
El nombre de la familia fue utilizado en sistemas de clasificación modernos como el sistema de clasificación APG III (2009) y el APWeb (2001 en adelante) en los que es asignado al clado ciperáceas-juncos del orden Poales. En la familia se encuentran los juncos y afines. La importancia económica es limitada, algunas son utilizadas como ornamentales, algunas utilizadas para tejer canastas o sillas.

## Descripción
Introducción teórica en Terminología descriptiva de las plantas

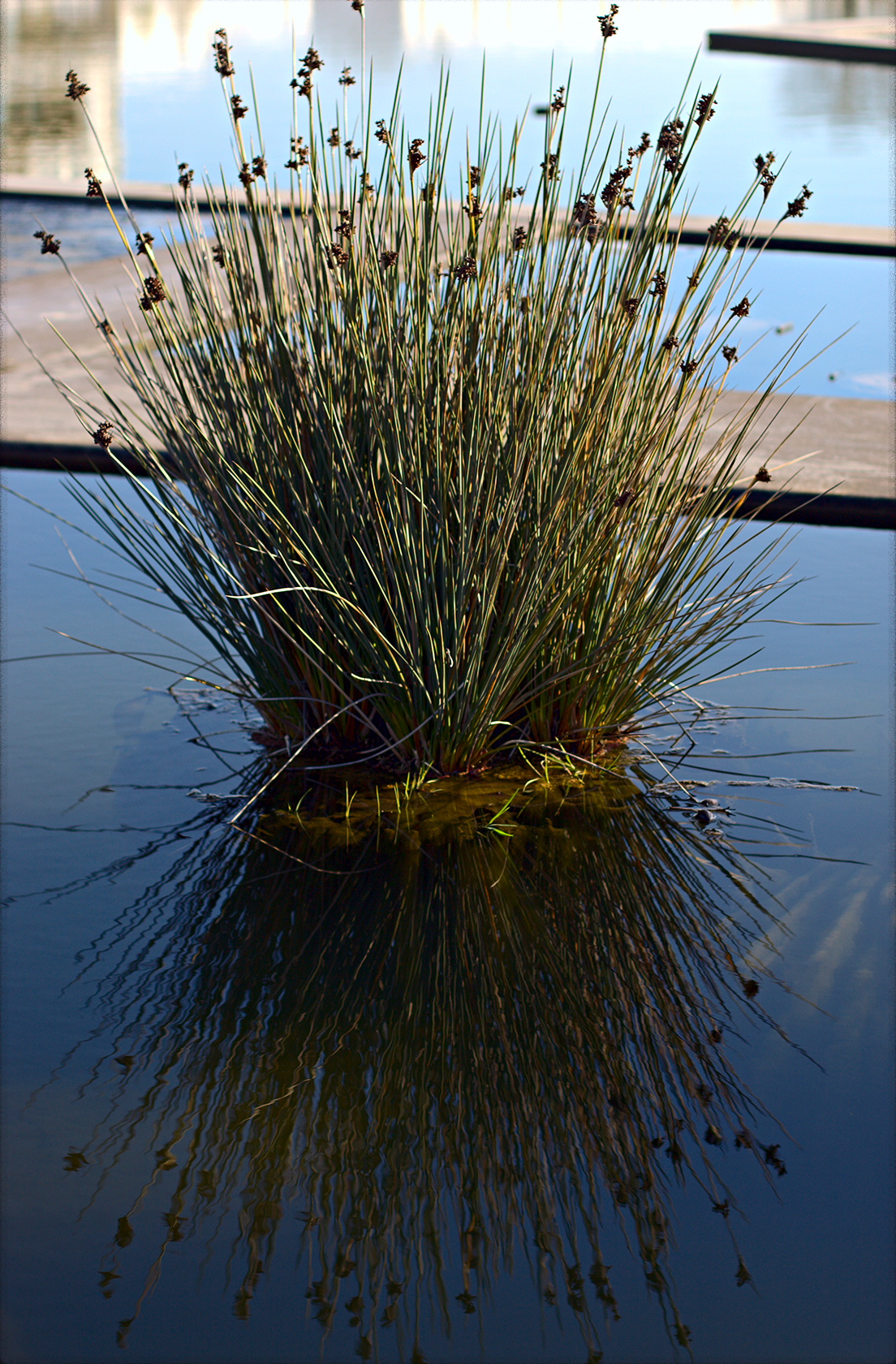
Hábito del junco.

Hábito: Hierbas, perennes (raramente anuales), sin cuerpos de sílice, cuando perennes usualmente sus tallos son rizomatosos, redondos y macizos.
Hojas alternas, espiraladas, usualmente trísticas (raramente dísticas), bifaciales o unifaciales (más o menos redondeadas, sin reconocer dos lados), basales o a lo largo de la porción más baja del tallo, delgadas, compuestas por vaina (hojas envainadoras) y lámina, la vaina usualmente abierta, la lámina simple, sin dividir, de margen entero, con venación paralela, lineal, plana o cilíndrica. Usualmente con aurículas. Con o sin lígula. Sin estípulas.
Inflorescencias básicamente determinadas, terminales, muy ramificadas, pero usualmente condensadas en un glomérulo, o también pueden ser de flores solitarias, o compuestas por 1-muchas cimas. 
Flores usualmente hermafroditas, pero ocasionalmente unisexuales (entonces plantas dioicas), inconspicuas, regulares, bracteadas, hipóginas.
6 tépalos dispuestos en 2 verticilos (raramente 3 en 1 verticilo, o 4 en 2 verticilos), separados, imbricados, generalmente de color verde, rojo-marrón o negro, pero a veces blancos o amarillentos, escariosos (delgados y como escamas), sin hipanto. Los tépalos externos y los internos están separados.
Androceo con 6 estambres en 2 verticilos (o a veces 3 estambres en 1 verticilo, o 4 en 2 verticilos), diplostémonos cuando en 2 verticilos (el verticilo externo opuesto a los tépalos externos y el interno a los tépalos internos), filamentos separados entre sí y de los tépalos. Anteras basifijas, de dehiscencia longitudinal.
Polen monoporado, en tétradas obvias.
Gineceo súpero, tricarpelar, carpelos connados, 3 o 1 lóculo, con placentación axilar o parietal (ocasionalmente basal), estilo usualmente en 3 ramas, 3 estigmas usualmente elongados, a veces retorcidos. óvulos numerosos (raramente 3 o 1), anátropos, bitégmicos. 
No hay nectarios.
El fruto es una cápsula loculicida (raramente indehiscente).
3 a numerosas semillas, con endosperma con almidón.

## Ecología
Familia cosmopolita, mayormente de regiones templadas y montanas. Muchas veces en hábitats húmedos, pero hay notables excepciones, como Juncus trifidus. 
Las inconspicuas flores de Juncaceae son predominantemente polinizadas por viento, comúnmente el entrecruzamiento es favorecido por la protandria (en la misma planta las flores masculinas maduran antes), pero algunas especies son autopolinizadas. También puede haber especies polinizadas por insectos.
La dispersión de las pequeñas semillas la produce el viento, el agua, o también pueden ser transportadas por los animales en forma externa (sin consumirlas).

## Filogenia
Introducción teórica en Filogenia
La monofilia de Juncaceae está sostenida por secuencias ITS (Kristiansen et al. 2005, Roalson 2005), y por análisis de una combinación de genes (Jones et al. 2007). La monofilia de Juncaceae no estuvo clara hasta hace poco, aun cuando ya se sabía que debía excluirse de ella a Prionium (ahora en Thurniaceae). Dos estudios encontraron que Juncaceae no era monofilética, ya que Oxychloe fue encontrado como embebido en Cyperaceae, o hermano del resto de Cyperaceae, por Plunkett et al. 1995, y Muasya et al. 1998. Según Soltis et al. (2005), lo que debe haber pasado en los análisis de Plunkett et al. (1995) y Muasya et al. (1998), es que el primero puede haber utilizado una colección de hojas que era una mezcla de Oxychloe con una ciperácea, y casi seguramente secuenciaron la ciperácea, mientras que en el último la muestra debe haber estado contaminada.
No está claro cuál de los caracteres de la familia es sinapomórfico, muchos son caracteres generalizados en las monocotiledóneas. 
Juncaceae, Cyperaceae y Thurniaceae comparten dos caracteres que pueden ser sinapomorfías: las hojas trísticas y el polen en tétradas. Las 3 familias forman el clado ciperáceas-juncos, ver Poales para una discusión de este clado.
Análisis filogenéticos recientes (Drábková et al. 2003, Roalson 2005) indican que Juncus no es monofilética, de él se desprendieron Luzula y un grupo de plantas de los Andes (Oxychloë y Distichia). El hecho de que Juncus es glabro sugiere que esta condición puede ser una sinapomorfía de la familia (aun si fuera homoplásica).
Muchos miembros de esta familia lucen superficialmente como pastos, pero las hojas trísticas, las flores con tépalos obvios, y los frutos capsulares hacen la distinción clara. En algunas especies de Juncus, la larga bráctea debajo de la inflorescencia está vuelta hacia arriba de forma de parecer una continuación del tallo, y la inflorescencia parece lateral.

## Taxonomía
Introducción teórica en Taxonomía
La familia fue reconocida por el APG III (2009), el Linear APG III (2009) le asignó el número de familia 98. La familia ya había sido reconocida por el APG II (2003).
6 géneros, cerca de 400 especies. Los géneros más representados son Juncus (300 especies) y Luzula (80 especies).
Lista de géneros y sus sinónimos, según el APWeb (visitado en enero de 2009): 
- Andesia Hauman = Oxychloe Phil.
- Distichia Nees & Meyen
- Ebingeria Chrtek & Krisa = Luzula DC.
- Juncus L.
- Luzula DC.
- Marsippospermum Desv.
- Microschoenus C.B.Clarke = Juncus L.
- Oxychloe Phil.
- Patosia Buchenau = Oxychloe Phil.
- Rostkovia Desv.

Prionium ahora pertenece a Thurniaceae.

## Importancia económica
La importancia económica es limitada.
Juncus effusus y J. squarrosus son usados para hacer canastas y sillas. 
Unas pocas especies de Juncus y Luzula son utilizadas como ornamentales.
Distichia es utilizada en Perú como combustible y sucedáneo del musgo de turbera Sphagnum para preparar mezclas de sustratos para plantas.